# Die göttliche Sophie
Die göttliche Sophie ist ein deutscher Fernsehfilm von Hajo Gies aus dem Jahr 2009. In den Hauptrollen agieren Michaela May, Jan Fedder und Saskia Vester. Der Film spielt in „Fischbach“ in der Rosenheimer Gegend.

## Inhalt
Pfarrer Steffensen lässt sich von Hamburg nach Fischbach versetzen, weil er hofft, sich so leichter ans Gebot des Zölibats halten zu können. Dort trifft Steffensen auf die atheistische Witwe Sophie Strohmayr, die ihm später im Haushalt zur Hand geht. Zusammen mit ihr zieht auch ihre Freundin Inge Schüssler ins Pfarrhaus ein, die nach einer Affäre mit Sophies Sohn mit ihrem Mann zerstritten ist.
Inge Schüsslers Mann Johann ist durch die Untreue seiner Frau so verletzt, dass er kurzerhand seine im Ort ansässige Molkerei, die vielen Bewohnern von Fischbach einen Arbeitsplatz sichert, schließt und auf seine Jagdhütte verschwindet. Hinzu kommt, dass die Molkerei in letzter Zeit immer schlechter lief. Als Sophie Inge bittet, eine Bestellung für Milch und Joghurtbecher zu unterschreiben, da Sissi Pelzer, die bei Schüssler im Büro arbeitet, dazu nicht berechtigt ist, lehnt Inge das ab mit der Begründung, die Molkerei sei ihr scheißegal. Sophie gibt nicht auf und versucht der Freundin die Konsequenzen ihrer egoistischen Handlungsweise aufzuzeigen. Inge geht in sich und bietet ihre Hilfe an. Als erstes unterschreibt sie die Bestellung. Sophie hat überlegt, wie man der Molkerei eine bessere Auftragslage verschaffen könne, wobei ihr die Frage des Pfarrers nach dem sechsten Gebot wieder in den Sinn kam, die sie nicht beantworten konnte. Ihre Idee sieht nun so aus, jeweils eines der Zehn Gebote auf die verschiedenen Joghurtbecher zu drucken. Sie meint, wenn so ein Joghurtbecher in Zukunft bei vielen auf dem Frühstückstisch stehe, dann würde man vielleicht wieder über die Gebote reden und so ins Gespräch kommen. So geschieht es dann auch, und das Geschäft läuft mehr als gut an. Sophie lässt Steffensen wissen, dass ihr noch nie etwas so viel Freude gemacht habe, wie die Arbeit bei und mit ihm, worauf er meint, er sei noch nie einer unchristlichen Frau mit so viel Nächstenliebe begegnet.
Als man Steffensen von kirchlicher Seite nahelegt, Sophie zu entlassen, weil sie kein Kirchenmitglied ist, lässt er sich davon nicht beeindrucken und hält zu ihr. Er erinnert sich an Sophies Worte, dass er sie einmal fragen solle, warum sie aus der Kirche ausgetreten sei und seine Antwort: „Na, warum schon, weil sie ihr Geld lieber woanders verjodeln wollen, wie alle. Wegen Menschen wie sie regnet es in deutsche Kirchen hinein.“ und ihre Erwiderung, dass sie Gott nach der Geburt ihres Sohnes, als sie ganz allein dastand, um Hilfe gebeten habe, dass er dann aber dem Vater ihres Kindes auch noch den Krebs geschickt habe und sie ihn hier in Fischbach bis zu seinem Tode gepflegt habe.
Auch das Ehepaar Schüssler findet wieder zueinander, und die Kirche in Fischbach ist sonntags voll besetzt. Und dann ruft die „Joghurt-Aktion“ sogar noch den Kardinal auf den Plan, der Fischbach ganz überraschend einen Besuch abstattet.
Zu Sophies und des Pfarrers großer Freude sitzt dann auch noch Sophies Katze Dorle, die von Steffensen bei seiner Ankunft angefahren wurde, eines Morgens vor der Haustür des Pfarrhauses. Fünf kleine Kätzchen haben nun ihre Katzenmama wieder.

## Hintergrund
Die göttliche Sophie wurde vom 30. Juli bis zum 28. August 2008 in München und in Sachrang gedreht. Die Erstausstrahlung erfolgte am 4. September 2009 in Das Erste.

## Fortsetzung
2010 kam ein zweiter Teil des Filmes heraus – Die göttliche Sophie – Das Findelkind. In ihm geht es darum, dass vor der Kirche in Fischbach ein Baby anonym ausgesetzt wird. Pfarrer Steffensen hat die Idee, es mit in den Gottesdienst zu nehmen, um es der Gemeinde vorzustellen. Derjenige, dem das Baby gehört, kann sich anonym bei ihm melden. Eine Reaktion erfolgt jedoch nicht. Sowohl für den Pfarrer als auch für seine Haushälterin Sophie steht fest: Die Eltern wohnen in Fischbach. Die Suche nach ihnen beginnt.

## Kritiken
„Anspruchslos unterhaltende (Fernseh-)Komödie nach Standard, die einigen Reiz aus dem Aufeinanderprallen völlig gegensätzlicher Mentalitäten bezieht.“

„Frecher Tonfall, aber die Inszenierung ist bieder. Fazit: Kein Gottesgeschenk, aber doch kurzweilig.“